# Guanmen (ort i Kina, Sichuan Sheng, lat 32,24, long 106,88)
Guanmen (kinesiska: 关门) är en ort i Kina. Den ligger i provinsen Sichuan, i den sydvästra delen av landet, omkring 320 kilometer nordost om provinshuvudstaden Chengdu. Antalet invånare är 10 132. Befolkningen består av 4 933 kvinnor och 5 199 män. Barn under 15 år utgör 24,0 %, vuxna 15-64 år 63 %, och äldre över 65 år 12,0 %.
Runt Guanmen är det ganska tätbefolkat, med 172 invånare per kvadratkilometer. Närmaste större samhälle är Dongyu, 9,9 km nordväst om Guanmen. I omgivningarna runt Guanmen växer i huvudsak blandskog.
Genomsnittlig årsnederbörd är 1 375 millimeter. Den regnigaste månaden är juli, med i genomsnitt 309 mm nederbörd, och den torraste är december, med 3 mm nederbörd.